# سكالبي

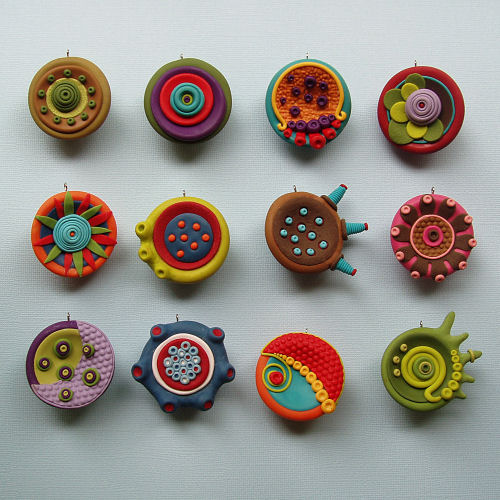
قطع صغيرة مصنوعة من السكالبي

سكالبي نوع من طين البوليمر يمكن ان يُقولب ويوضع في الفرن العادي ليتحجر، على عكس أنواع الطين الاصطناعي الأخرى، التي تتطلب افران خاصة لتتحجر.يملك السكالبي كثافة ودرجة لزوجة مقاربة للبلاستيسين، ويباع بعدة الوان بالأضافة إلى انه قابل للتلوين حالما يسخن. ويُستخدم السكالبي على نطاق واسع في الأعمال الفنية كما يُستخدم في بعض الاحيان في أعمال الطين المتحرك.

## التاريخ
صُنع السكالبي بواسطة (شركة منتجات بولي فورم) في الولايات المتحدة اوائل عقد الستينات من القرن العشرين والفكرة الاصلية للسكالبي هو استخدامه في صناعة المحولات الكهربائية كمادة لنقل الحرارة بعيداً من مركز المحولة. على أي حال السكالبي لم ينجح لهذا الغرض ووضع جانباً حتى اواخر عقد الستينات عندما اكُتشفت الخصائص المميزة لهذا المركب فهو قابل للتشكيل وللتسخين وللصقل وللثقب والنحت والتلوين.واعتُبر مثالياً للاعمال الفنية وسوّق المنتج إلى المعارض الفنية ومحلات بيع التحف.
ويشبه السكالبي نوع اخر من طين البولمر ويدعى (فيمو) لكن السكالبي اقل قسوة مما يجعله أفضل للتشكيل بينما (فيمو) أفضل للفتل والالتواء وعمل الخرز لان الوانه لاتختلط معاً بسهولة.وتعتمد ليونة طين البوليمر على كمية النفط الموجودة فيه.

## اقرأ ايضاً
- بلاستيسين
- بلي-دو

## وصلات خارجية
- موقع سكالبي الرسمي